# Ferdinand Panke
Ferdinand Panke (Wuppertal, 8 novembre 1922 – Wuppertal, 7 marzo 1996) è stato un pallanuotista tedesco.
Ha fatto parte della Germania Ovest che ha disputato il torneo di pallanuoto ai Giochi di Helsinki 1952.